# Fidenae
Fidenae var under antiken en latinsk eller eventuellt sabinsk stad nära Rom, i nordlig riktning. Dess moderna namn är Castel Giubileo.